# Grup Balañà
El Grup Balañà és una empresa catalana dedicada a l'exhibició cinematogràfica i altres espectacles, fundada per Pere Balañà i Espinós.

## Història
El 1943 es va inaugurar el cinema avinguda de la Llum, el primer de la companyia, consolidant-se com un referent de cinema infantil. A partir de llavors, l'empresa va experimentar una etapa d'expansió i creixement, amb el Novedades, el Regio Palace, el Cine Alcázar, el Cine Borràs, el Cine Aribau, el Cinema Urgell, el Palau Balañà i el Tívoli, que es van convertir en espais destacats per a la projecció de pel·lícules i la realització d'espectacles teatrals de renom.
L'any 1995, es va obrir Glòries Multicines, i el 2013, es va inaugurar Balmes Multicines, el primer cinema en versió original de la companyia, amb l'objectiu de consolidar la seva oferta d'entreteniment cultural.

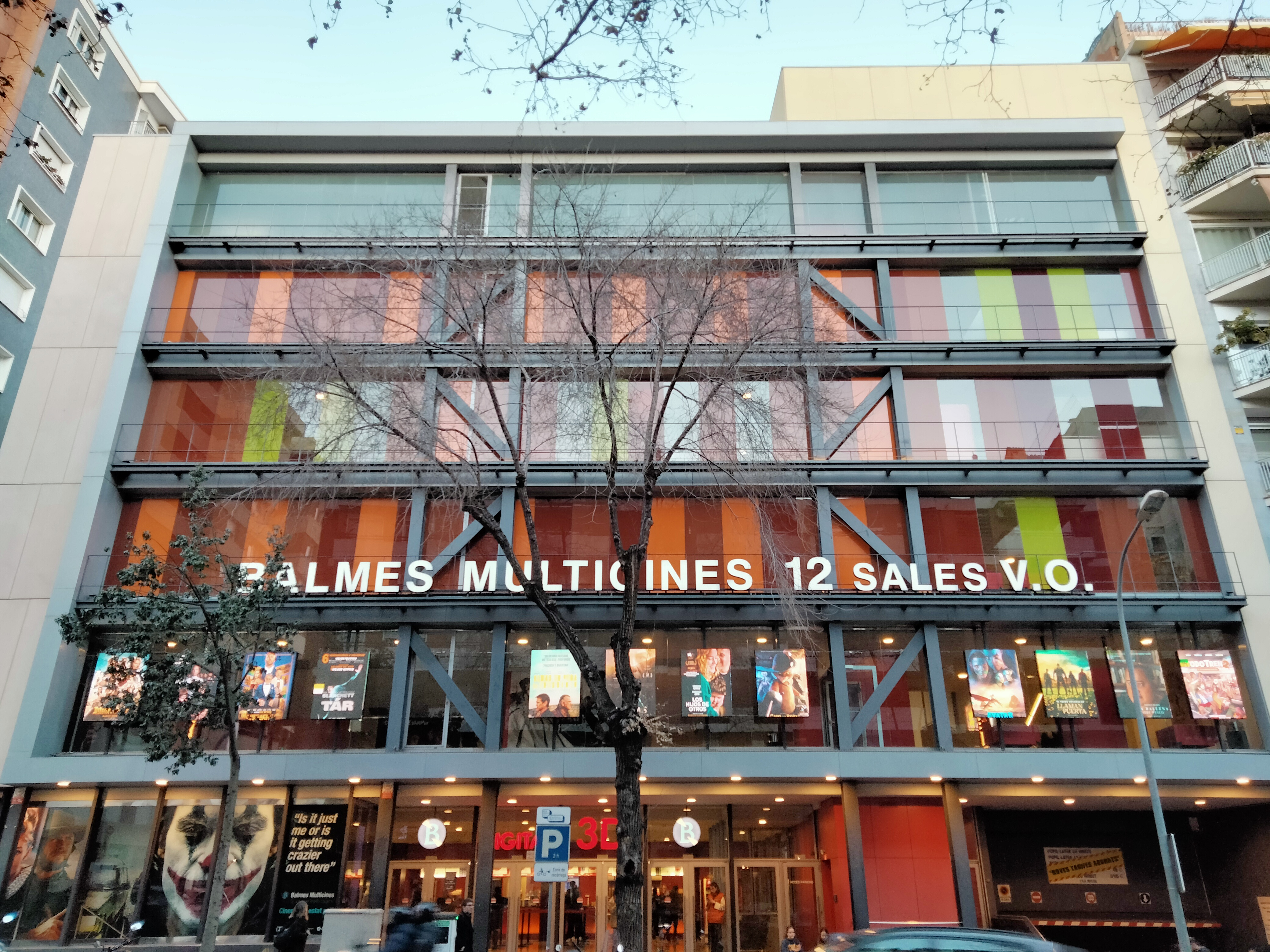
Balmes Multicines

## Cinemes
El 2023, el Grup Balañà va llançar la marca Mooby Cinemas per a gestionar les seves sales de cinema. Actualment, compta amb 6 complexos i 54 sales a tot Barcelona.
| Nom                       | Nr. Sales |
| Mooby Arenes de Barcelona | 12        |
| Mooby Aribau              | 5         |
| Mooby Balmes              | 12        |
| Mooby Bosque              | 9         |
| Mooby Glòries             | 8         |
| Mooby Gran Sarrià         | 8         |

## Teatres
| Nom             |
| Teatre Borràs   |
| Teatre Coliseum |
| Teatre Tívoli   |